# Jessica Depauli
Jessica Depauli (ur. 4 września 1991) – austriacka narciarka alpejska, trzykrotna medalistka mistrzostw świata juniorów.

## Kariera
Po raz pierwszy na arenie międzynarodowej Jessica Depauli zaprezentowała się 11 grudnia 2006 roku podczas zawodów FIS Race w Pitztal. Zajęła wtedy 34. miejsce w slalomie gigancie. W 2010 roku wystartowała na mistrzostwach świata juniorów w Mont Blanc, gdzie wywalczyła srebrny medal w zjeździe oraz brązowy w kombinacji. Rok później, podczas mistrzostw świata juniorów w Crans-Montana zdobyła złoty medal w slalomie, a w zjeździe była czwarta.
W Pucharze Świata zadebiutowała 13 listopada 2010 roku w fińskim Levi, gdzie nie zakwalifikowała się do drugiego przejazdu w slalomie. Pierwsze pucharowe punkty zdobyła cztery miesiące później, 18 marca 2011 roku w szwajcarskim Lenzerheide, zajmując 23. pozycję w slalomie. Nigdy nie stanęła na podium zawodów Pucharu Świata.

## Osiągnięcia

### Mistrzostwa świata juniorów
| Miejsce | Dzień       | Rok  | Miejscowość       | Konkurencja | Czas biegu | Strata     | Zwyciężczyni            |
| ------- | ----------- | ---- | ----------------- | ----------- | ---------- | ---------- | ----------------------- |
| DNF1    | 31 stycznia | 2010 | Region Mont Blanc | Supergigant | 1:32.21    | –          | Marine Gauthier         |
| 23.     | 1 lutego    | 2010 | Region Mont Blanc | Slalom      | 1:34,47    | +5,16      | Christina Geiger        |
| 2.      | 4 lutego    | 2010 | Region Mont Blanc | Zjazd       | 1:20,89    | +0,99      | Jéromine Géroudet       |
| 15.     | 5 lutego    | 2010 | Region Mont Blanc | Gigant      | 1:38,34    | +1,61      | Mona Løseth             |
| 3.      | 5 lutego    | 2010 | Region Mont Blanc | Kombinacja  | 38,85 pkt  | +24,49 pkt | Mona Løseth             |
| 4.      | 1 lutego    | 2011 | Crans-Montana     | Zjazd       | 1:32,11    | +0,78      | Lotte Smiseth Sejersted |
| DNF1    | 2 lutego    | 2011 | Crans-Montana     | Gigant      | 2:28,27    | –          | Sara Hector             |
| 1.      | 3 lutego    | 2011 | Crans-Montana     | Slalom      | 1:40,32    | –          | –                       |
| DNF1    | 5 lutego    | 2011 | Crans-Montana     | Supergigant | 1:28,23    | –          | Elena Curtoni           |

### Puchar Świata

#### Miejsca w klasyfikacji generalnej
- sezon 2010/2011: -
- sezon 2011/2012: 89.
- sezon 2012/2013: 89.

#### Miejsca na podium w zawodach
Depauli nie stała na podium zawodów Pucharu Świata.